# Ignaz von Kürsinger

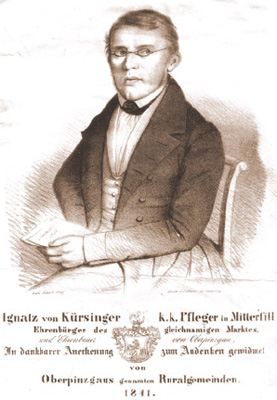
Ignaz von Kürsinger im Jahre 1841 anlässlich der Verleihung der Ehrenbürgerschaft.

Ignaz von Kürsinger (* 7. Dezember 1795 in Ried im Innkreis; † 18. August 1861 in Salzburg) war ein österreichischer Beamter, Schriftsteller und Topograf. Er war einer der Erstbesteiger des Großvenedigers und fraktionsloses Mitglied der Frankfurter Nationalversammlung.

## Leben
Ignaz von Kürsinger stammte aus einer 1627 geadelten Familie. Carl von Kürsinger war sein Bruder. Er ging in Linz in die Schule, studierte ab 1814 am Stiftsgymnasium Kremsmünster Philosophie und von 1816 bis 1819 Jus an der Universität Wien. Nach Abschluss seiner Studien trat er in den Staatsdienst ein. Seine Laufbahn begann im Innviertel, ab 1834 wurde er Pfleger in Mittersill, ab 1842 in Schärding. Durch eine Intrige zu Fall gebracht, lebte er ab 1847 zurückgezogen in Salzburg. 1848 wurde er von Stadt und Land Salzburg als fraktionsloser Abgeordneter zum Frankfurter Nationalversammlung entsandt. Von 1850 bis zu seinem Ruhestand im Jahre 1858 war er Redakteur der Salzburger Zeitung.
Als Pfleger von Mittersill ließ er um 1835 in Krimml einen Weg zu den Krimmler Wasserfälle bauen, damit die Reisenden ohne große Mühe mehr von den Fällen sehen konnten, „und daselbst ein Touristen- und Malerhäuschen“. Neben der Sanierung des Unterrichtswesens kümmerte er sich in seiner Funktion auch um die Restaurierung von Kirchen-, Schul- und Pfarrgebäuden, um die Trockenlegung der versumpften Talsohle und die Regulierung der Salzach im Oberpinzgau durch den Bau des Salzachdamms zwischen Mittersill und Hollersbach, des sogenannten Kürsingerdamms.
Bekannt wurde Kürsinger als Organisator und Mitglied einer 40 Personen starken Gruppe, der am 3. September 1841 die Erstbesteigung des Großvenedigers  gelang. Immerhin erreichten 26 Männer den Gipfel, darunter neben Kürsinger auch Paul Rohregger, Anton von Ruthner und der Bezirksarzt Franz Spitaler. Er legte damit einen Grundstein für den Fremdenverkehr in der Region, 1841 wurde er zum Ehrenbürger von Mittersill ernannt. Bereits 1842 ließ er eine erste Schutzhütte im Obersulzbachtal unweit der Stelle erbauen, an der heute die nach ihm benannte Kürsingerhütte steht.

## Auszeichnungen
Kürsinger wurde für sein gemeinnütziges Wirken mehrfach ausgezeichnet. So erhielt er den Albrechts-Orden vom König von Sachsen und die goldene Medaille des Münchner Vereins gegen Thierquälerei. Die Märkte Mittersill und Tamsweg machten ihn zum Ehrenbürger und die Landschaft Oberpinzgau zum Ehrenbauer. Die Gemeinde Mittersill stiftete einen Jahrestag, der jedes Jahr am 31. Juli zu Ehren Kürsingers abgehalten werden sollte.

## Werke
- Ober-Pinzgau oder: Der Bezirk Mittersill: Eine geschichtlich, topographisch, statistisch, naturhistorische Skizze. 1841
- Der Großvenediger in den norischen Central-Alpenketten, seine erste Ersteigung am 3. September 1841 und seine Gletscher in gegenwärtiger und ehemaliger Ausdehnung. Mit einem Anhange: Die 2. Ersteigung am 6. September 1842, gemeinsam mit Franz Spitaler. Innsbruck, 1843.
- Lungau. Historisch, ethnographisch und statistisch aus bisher unbenützten urkundlichen Quellen dargestellt. Nachdruck. St. Johann im Pongau: Österreichischer Kunst- und Kulturverlag 1981 (Originalausgabe der Obererschen Buchhandlung 1853). 854 Seiten ISBN 978-3854370024.